# Ofensiva de Idlib de 2014
La Ofensiva de Idlib de 2014, también llamada simplemente Batalla de Jan Sheijun, fue una serie de operaciones rebeldes contra el gobierno sirio en la Gobernación de Idlib, en el marco de la Guerra Civil Siria. Los combates giran en torno a las ciudades de Jan Sheijun e Idlib.

## Trasfondo
A principios de 2014, la gobernación de Idlib estaba controlada principalmente por los rebeldes, aunque con dos áreas importantes bajo control gubernamental: la ciudad de Idlib, junto con la carretera que conduce hasta ella y varios pueblos cercanos, y la región alrededor de Jan Sheijun. Al norte de Jan Sheijun se encontraba Maarat an-Numan. Los rebeldes habían conseguido capturar la ciudad en octubre de 2012, aunque no habían logrado hacerse con las dos bases militares cercanas, Wadi Deif y Hamadiya. Tras seis meses de combates, el Ejército fue capaz de levantar el asedio y permaneció en control de ambas bases. Como consecuencia, el tramo entre Maarat an-Numan y Jan Sheijun, por donde transcurría la carretera M-5, estaba disputado por ambos bandos.
Desde el comienzo de 2014, los rebeldes avanzaron lentamente en el norte de la provincia de Hama y el sur de la provincia de Idlib, en la campiña que rodea a Jan Sheijun. El 1 de febrero, capturaron el pueblo de Morek, en el norte de la Hama, 5 km al sur de Jan Sheijun, extendiendo un arco de control entre la localidad de Al-Tamana, al sureste de Idlib, y la región de Maarat an-Numan, al sur de Idlib.

### Objetivos
Según un informe de la organización antigubernamental OSDH publicado el 8 de marzo, los rebeldes trataban de cortar la carretera entre Idlib y Al-Mastuma en un intento de rodear la ciudad de Idlib y atrapar a las fuerzas gubernamentales que se encontraban dentro.
Otro de los objetivos era capturar la ruta M-5, que atraviesa la gobernación de Idlib en dirección a Alepo, cortando así la línea de suministros del bando leal hacia el norte, especialmente para los soldados que combatían en Alepo y estableciendo un bastión rebelde en el sur de la gobernación de idlib, a una distancia ideal para realizar ataques contra la gobernación de Hama. Por este motivo, la batalla recibió el nombre de «La puerta de entrada a Hama» por parte de algunos rebeldes.
Un punto estratégico era Jan Sheijun, una ciudad localizada en el sur de la provincia y por la que transcurre la carretera M-5. Los rebeldes esperaban que controlando el pueblo, junto con la carretera, les permitiría superar y derrotar a los bolsillos restantes de presencia gubernamental en la provincia y crear así un serio problema logístico al Ejército Sirio para los combates en Alepo, más al norte.

## Batalla de Jan Sheijun

### Levantamiento del asedio en Jan Sheijun

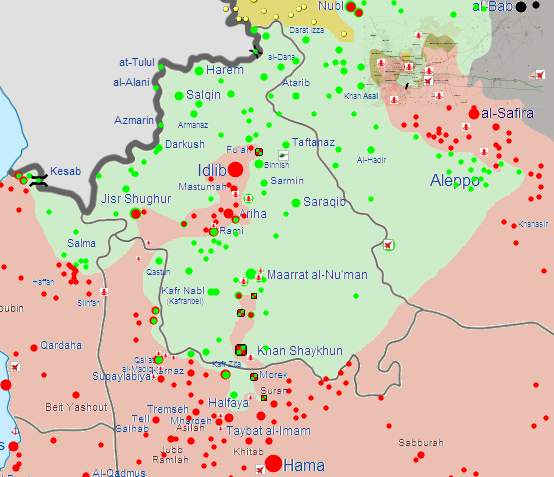
Situación de la gobernación de Idlib y regiones cercanas, el 29 de marzo de 2014. Nótese los dos focos de presencia gubernamental alrededor de Idlib y Jan Sheijun.
Zona controlada por el bando leal
Zona controlada por los rebeldes

Los grupos rebeldes Frente Al-Nusra y batallones Islámicos empezaron con la operación el 5 de marzo. El 9 de marzo, el OSDH informó que un comandante de un batallón islámico había sido asesinado por hombres desconocidos entre los poblados de Kafar-Seyna y Al-Rekaya.
Desde el inicio de la operación, los rebeldes consiguieron lograr algunas victorias. El 12 de marzo, fuentes opositoras aseguraron que los rebeldes habían conseguido cortar la ruta M-5 en Jan Sheijun. 13 días más tarde se informó de que los rebeldes habían capturado 15 puntos de control militares en Jan Sheijun tras días de combates. Los rebeldes avanzaron hacia Jan Sheijun y consiguieron levantar el asedio del pueblo y cortar las líneas de suministro más al norte en la provincia, y el 29 de marzo capturaron partes del pueblo chií de Al-Fuaa, al noreste de la ciudad de Idlib. En el combate murieron dos combatientes de al-Nusra y otros seis islamistas.
Según el Coronel Afif al-Suleimani, jefe del Consejo Militar rebelde de Idlib, el rápido avance de los rebeldes en Hama e Idlib en marzo fue debido a que el Ejército retiró gran parte de sus soldados de la provincia de Idlib para reforzar sus fuerzas en la provincia de Latakia tras la ofensiva rebelde en la región, iniciada el 21 de marzo, cuyo objetivo era capturar la costa mediterránea y la provincia de Latakia.

### Ataques a puntos de control
El 4 de abril murieron cuatro rebeldes en varios enfrentamientos alrededor del punto de control de Sehyan, al norte de Jan Sheijun. Los rebeldes capturaron Babulin y al-Salhiya, cortando así la ruta de suministros y la carretera hacia las bases militares de Wadi Deif y Hamidiya, en Maaret an-Numan. Al menos 18 soldados murieron en los enfrentamientos y dos tanques quedaron incapacitados. Tras la captura de Babulin, los enfrentamientos tomaron lugar a lo largo de un tramo de unos 30 kilómetros de carretera entre Morek y Maarat an-Numan. Un día más tarde, los rebeldes capturaron otro punto de control de Jan Sheijun durante la noche.
El 8 de abril, los rebeldes detonaron dos coches bomba en la Base Militar de Jazanat, al sureste de Jan Sheijun. Tras tres días de combates tomaron un punto militar en el cruce de Heish, aunque el Ejército Sirio lo recuperó el día siguiente. A pesar de este revés, los rebeldes capturaron el puesto de control de al-Sayad el mismo día, tras combatir contra el Ejército en el sureste de Jan Sheijun, según el OSDH.
El 15 de abril, 15 rebeldes y un número indeterminado de soldados militares murieron en enfrentamientos alrededor del pueblo de Qmenas, al sureste de Idlib. Además, 6 rebeldes murieron, no menos de 40 fueron heridos y se perdió la conexión con 25 tras una emboscada por unidades del Ejército cerca del campo de Al-Hamedya. Se informó también que el Movimiento Hazm, un grupo rebelde afiliado con el ELS, había recibido 20 misiles antitanque TOW de una "fuente de Occidente".
El 5 de mayo, los rebeldes detonaron una «bomba túnel» bajo el punto de control de al-Sahab, en el este de Jan Sheijun, y lo capturaron. Según el OSDH, unos 30 combatientes progubernamentales murieron en la explosión, incluyendo dos oficiales. Fuentes progubernamentales negaron la captura y solo informaron de varios heridos. El 14 de mayo, la base de Wadi Deif fue golpeada por otra «bomba túnel». Según el OSDH, «decenas» de combatientes leales fueron muertos o heridos por la explosión.

### Captura de Jazanat y consolidación de Jan Sheijun
El 24 de mayo, según el OSDH, los rebeldes lanzaron una ofensiva contra Hish y capturaron los puntos de control de Kafr Bassin y Hish. El día siguiente detonaron seis coches bomba: cuatro en puntos de control de la región montañosa de Al Arbaain y dos en la Base Militar de Jazanat. Según el OSDH, las explosiones dejaron un saldo de decenas de muertos y heridos en Al Arbaain y al menos 16 en Jazanat. Como resultado de los ataques, los rebeldes avanzaron en la región montañosa de Al Arbaain y capturaron la base de Jazanat tras una batalla en la que murieron cuatro rebeldes (incluyendo un comandante). Las fuentes progubernamentales negaron las afirmaciones del OSDH y aseguraron que el Ejército estaba avanzando en la región de al-Arbaain. El 26 de marzo, los rebeldes capturaron el punto de control de al-Salam, al oeste de Jan Sheijun, asegurando así la ciudad y sus alrededores, y un punto de control en la región de Hish.
El 7 de julio, los rebeldes capturaron el punto de control de al-Taraf, al oeste de la Base Militar de al-Hamedya, y destruyeron un tanque a costa de 6 combatientes muertos. Dos días más tarde, capturaron también el cercano puesto de control de Al Dahman a costa de 16 combatientes.
El 22 de julio, tras semanas de escaramuzas, el Frente al-Nusra arrebató Harem a otro grupo rebelde.

## Consecuencias
Tras su victoria parcial en Jan Sheijun y Morek los rebeldes centraron su atención en el sur, hacia la provincia de Hama, y el 26 de julio lanzaron una ofensiva hacia la ciudad de Hama y su aeropuerto.